# Aethiopana honorius
Aethiopana honorius är en fjärilsart som beskrevs av Fabricius 1793. Aethiopana honorius ingår i släktet Aethiopana och familjen juvelvingar. Inga underarter finns listade i Catalogue of Life.

## Bildgalleri

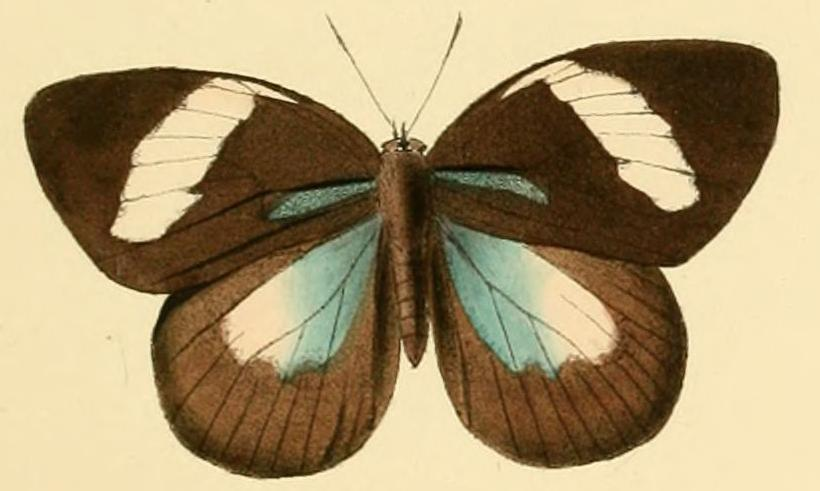
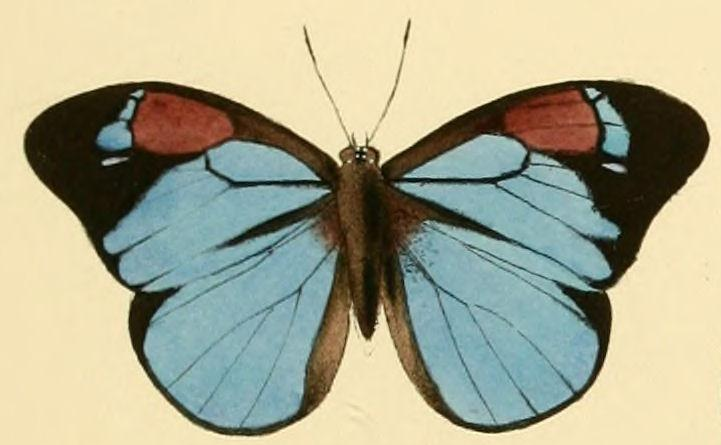